# Le docteur se marie
Pour plus de détails, voir Fiche technique et Distribution.
Le docteur se marie (The Doctor Takes a Wife) est un film américain réalisé par Alexander Hall, sorti en 1940.

## Fiche technique
- Titre : Le docteur se marie
- Titre original : The Doctor Takes a Wife
- Réalisation : Alexander Hall
- Scénario : George Seaton et Ken Englund d'après une histoire de Aleen Leslie
- Musique : Friedrich Hollaender, Howard Jackson et Raphael Penso (non crédités)
- Direction musicale : Morris Stoloff
- Photographie : Sidney Hickox
- Montage : Viola Lawrence
- Direction artistique : Lionel Banks
- Production : William Perlberg
- Société de production : Columbia Pictures
- Société de distribution : Columbia Pictures
- Pays d'origine :  États-Unis
- Langue originale : anglais
- Format : noir et blanc - son mono (Western Electric Mirrophonic Recording)
- Genre : comédie
- Durée : 88 minutes
- Date de sortie :
  - États-Unis : 25 avril 1940
  - France : 18 juin 1947
- Affiche : Claire Finel (France)

## Distribution
- Loretta Young : June Cameron
- Ray Milland : Dr Timothy Sterling
- Reginald Gardiner : John R. Pierce
- Gail Patrick : Marilyn Thomas
- Edmund Gwenn : Dr Lionel Sterling
- Frank Sully : Louie Slapcovitch
- Gordon Jones : O'Brien
- Georges Metaxa : Jean Rovere
- Charles Halton : Dr Streeter
- Joseph Eggenton : Dr Nielson
- Paul McAllister : Dean Lawton
- Chester Clute (en) : Johnson
- Hal K. Dawson (it) : Charlie
- Edward Van Sloan : Burkhardt

Acteurs non crédités :
- Edward Gargan : George
- Ian Maclaren : un professeur